# Johannes Döhler (Theologe)

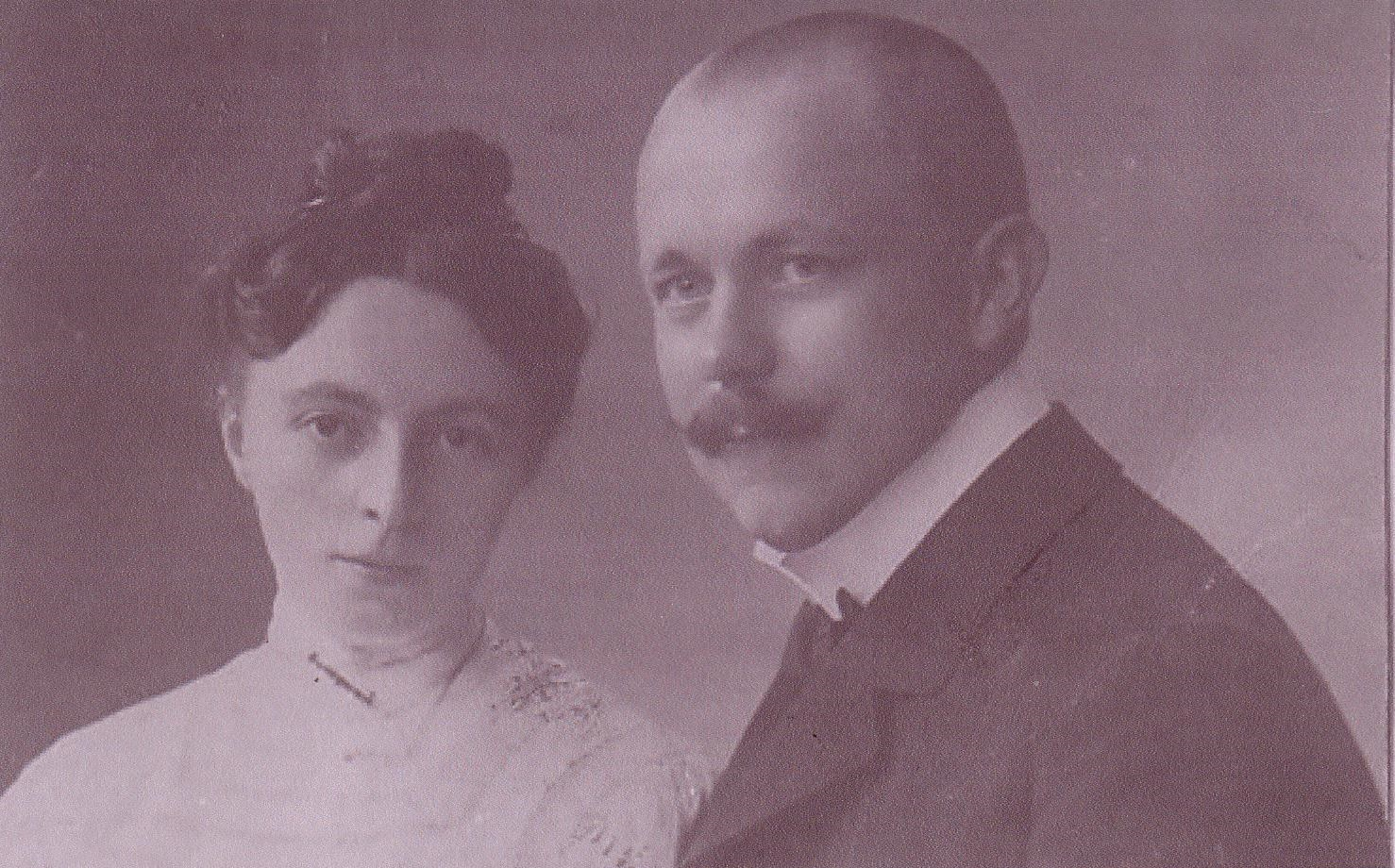
Marie und Johannes Döhler

Johannes Döhler (* 23. Juli 1878 in Zschoppach, Königreich Sachsen; † 17. August 1915 bei La Ville-aux-Bois, Département Aube, Frankreich) war ein deutscher Pfarrer.

## Leben
Döhler war das dritte Kind des Pfarrers Christian Wilhelm Gottlob Döhler (1825–1887) und seiner Frau Johanna Dorothea geb. Lechla. Er besuchte das Progymnasium in Grimma und erhielt 1907 die erste Pfarrstelle in Borsdorf. Am 5. März 1912 wurde er Archidiakon an St. Kunigunde in Rochlitz. Er diente als Vizefeldwebel der Reserve im Schützen-(Füs.)-Regiment „Prinz Georg“ (Königlich Sächsischen) Nr. 108/4. Bei einem Sturmangriff an der Westfront mit 37 Jahren gefallen, wurde er auf dem Friedhof von Berrieux im Département Aisne beigesetzt.
Zu seiner Erinnerung rief der Rochlitzer Superintendent Georg Buchwald im Namen der vereinigten Kirchenvorstände zu St. Petri in Rochlitz und St. Kunigunden zu einem Trauergottesdienst in der Kunigundenkirche. Am Nachmittag vom 25. August 1915 predigte er über Uns ist bange, aber wir verzagen nicht (2. Brief des Paulus an die Korinther).

## Döhlergärten
In Rochlitz organisierte Döhler den Jungfrauenverein. Am 27. Mai 1914 gründete er den Evangelisch-nationalen Arbeiterverein. Aus der Arbeit erwuchs der Gedanke, eine Kleingartenanlage für die Mitglieder einzurichten. Am 19. März 1915 – im Ersten Weltkrieg – bat man den Stadtrat und die Stadtverordneten, fruchtbares Land mit Bewässerungs- und Erweiterungsmöglichkeiten zur Verfügung zu stellen. Der Pachtvertrag sollte „die Gemeinnützigkeit des Unternehmens und die minderbemittelte Bevölkerung“ berücksichtigen. Der am 1. April 1915 unterzeichnete Vertrag wies dem Verein ein Feldgrundstück mit Wiesenböschung am Weinberg (Sauberg) zu. Das Land wurde in 133 Parzellen geteilt und an 64 Pächter vergeben. Nach Döhlers Tod wurde die Kleingartenanlage Sauberg  in „Döhlergärten“ umbenannt. Am 31. Oktober 1915 pflanzte der Verein eine nach ihm benannte Eiche. Bis wann sie stand, ist nicht bekannt. Der am 4. August 1916 gesetzte Gedenkstein wurde 1999 unter Denkmalschutz gestellt.

## Familie
Döhler heiratete am 3. Oktober 1907 Marie Kospoth (* 12. September 1880 in Dresden; † 12. September 1968 in Pirmasens). Er war Onkel zweiten Grades von Christian Doehler und Friedhelm Döhler. Sein Sohn Gottfried Döhler (1909–2006) war Sportlehrer in Pirmasens. Die Enkeltochter Barbara verh. Eynck und der Enkelsohn Steffen Döhler leben in Nordrhein-Westfalen.